# Архерия
Архерия (лат. Archeria) — род антракозавров из семейства Archeriidae. Жили во времена позднего карбона — ранней перми (303,4—268,0 млн лет назад) на территории современных США.

## Описание
Разрозненные позвонки антракозавров из позднего карбона — ранней перми, найденные в Северной Америки, описывались под названием Cricotus (род выделен Э. Д. Копом в 1884 году). Позднее эти остатки признали недиагностичными, а для наиболее полных находок (включая полные скелеты) Э. Кейз предложил в 1915 году название Archeria.
По своему строению архерия — типичный антракозавр-эмболомер, с длинным телом, короткими конечностями и очень длинным хвостом. Остистые отростки хвостовых позвонков высокие, супраневральные радиалии образуют «хвостовой плавник». Передние и задние конечности пятипалые, передние лапы существенно меньше задних. Таз массивный. Череп низкий, с длинной мордой, нижняя челюсть высокая. Зубы очень мелкие. Хорошо развиты желобки «боковой линии». Архерия — пожалуй, самый изученный антракозавр и её скелет используют для реконструкции других антракозавров.

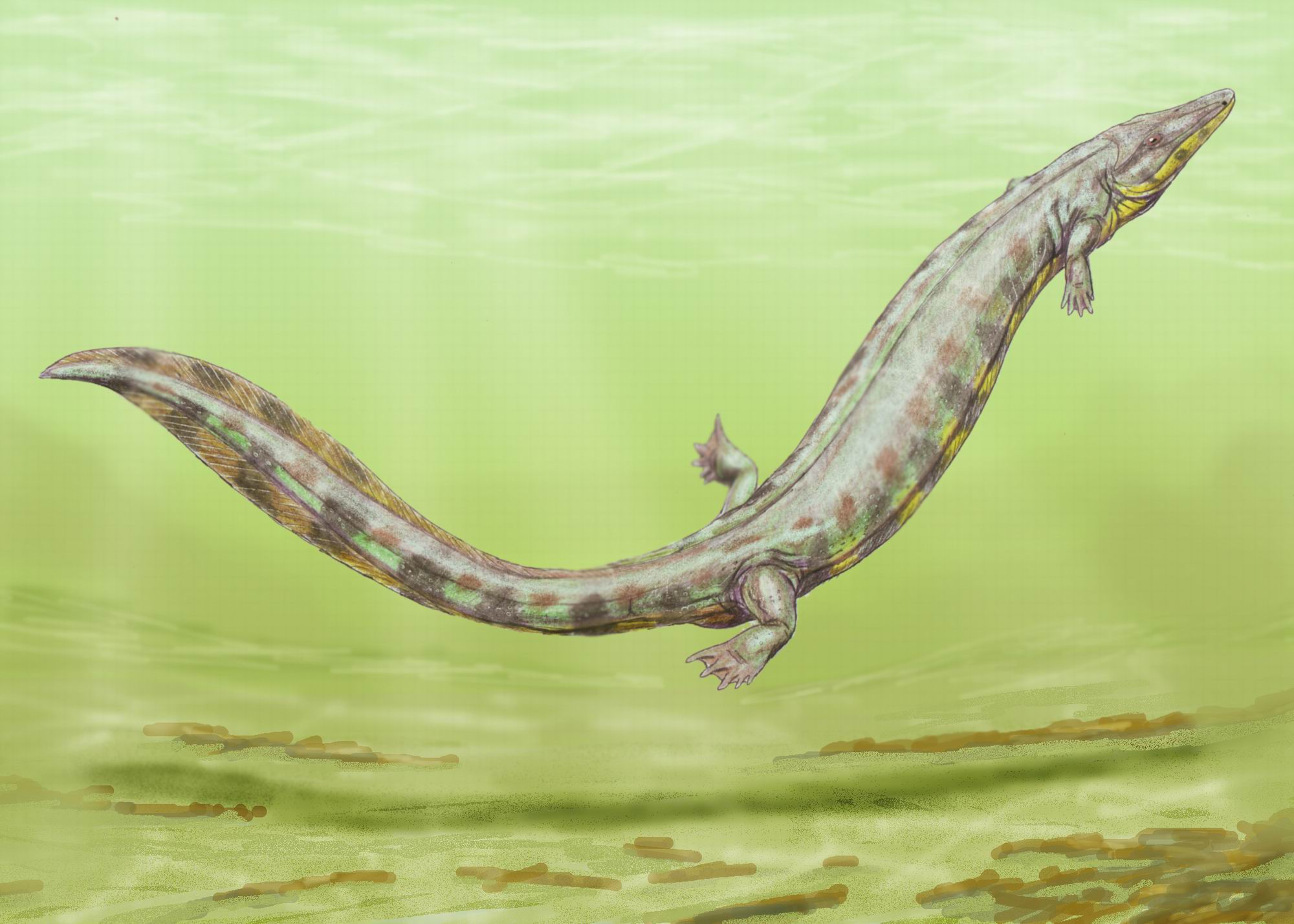
Archeria crassidiscus

Типовой вид — Archeria crassidiscus, не исключается существование еще 2—3 видов (Archeria robinsoni, Archeria victori). Длина черепа от 20 до 35 см, что предполагает общую длину животного до 2 метров. Судя по мелким зубам и длинной морде, животное питалось мелкой добычей (личинки амфибий, мелкая рыба). Род известен с самого начала перми до верхних горизонтов ранней перми в Техасе и Нью-Мексико (формация Уичита).
Архерии — одни из последних антракозавров.

## Название
Название дано в честь округа Арчер штата Техас (США), откуда известны наиболее полные остатки.
Archeria — научное название не только рода вымерших земноводных, но и рода Архерия цветковых растений из семейства вересковых (Ericaceae). Поскольку зоологический род Archeria находится в юрисдикции Международного кодекса зоологической номенклатуры, а ботанический род Archeria — в юрисдикции Международного кодекса ботанической номенклатуры, эти названия не являются таксономическими омонимами и к ним не должна применяться процедура устранения омонимии.